# Dobrínia de Nóvgorod
Dobrínia de Nóvgorod (en rus Добрыня) va ser l'oncle matern i tutor del príncep Vladímir I de Kíev que més tard es convertiria, dins el folklore rus, en l'invencible bogatir Dobrínia Nikítitx.
La vida de Dobrínia i l'abast de la seva influència sobre el príncep Vladímir estan plens d'especulacions i controvèrsia. Sembla bastant segur que la seva germana Maluixa era la mare de Vladímir. També s'accepta, en general, que Dobrínia va ser possàdnik de la ciutat de Nóvgorod i va ser succeït pel seu fill Konstantin Dobrinitx i el seu net Ostromir.
Segons les cròniques de Nóvgorod, va ser Dobrínia qui va demanar a Sviatoslav I de Kíev d'enviar el seu fill il·legítim Vladímir a governar Nóvgorod amb ell mateix exercint com a conceller. Nou anys després Dobrínia va persuadir a Vladímir perquè arrabassés Kíev al seu germà Iaropolk Sviatoslavitx. En el camí a Kíev, la núvia de Iaropolk, Rogneda Rogvolodovna, va ofendre'l en dir-li «concubina» a la seva germana. Dobrínia es va venjar fent que Vladímir la violés. Després que Vladímir ocupés el tron de Kíev, Dobrínia va tornar a Nóvgorod per governar en el seu nom. Va acompanyar al seu nebot en la seva expedició l'any 985 contra els búlgars del Volga i, seguint les seves ordres, va aixecar un ídol al déu eslau Perun a la riba del riu Vólkhov. Després del Baptisme de Kíev Dobrínia es va convertir al cristianisme i es diu que va obligar els novgorodians a abraçar el cristianisme «pel foc». Vassili Tatísxev va escriure que Dobrínia, amb el bisbe Ioakim Korsunianin, es va enfrontar a una violenta munió de pagans que van incendiar casa seva i van matar a la seva dona i altres membres de la seva família.